# Piazza Bra

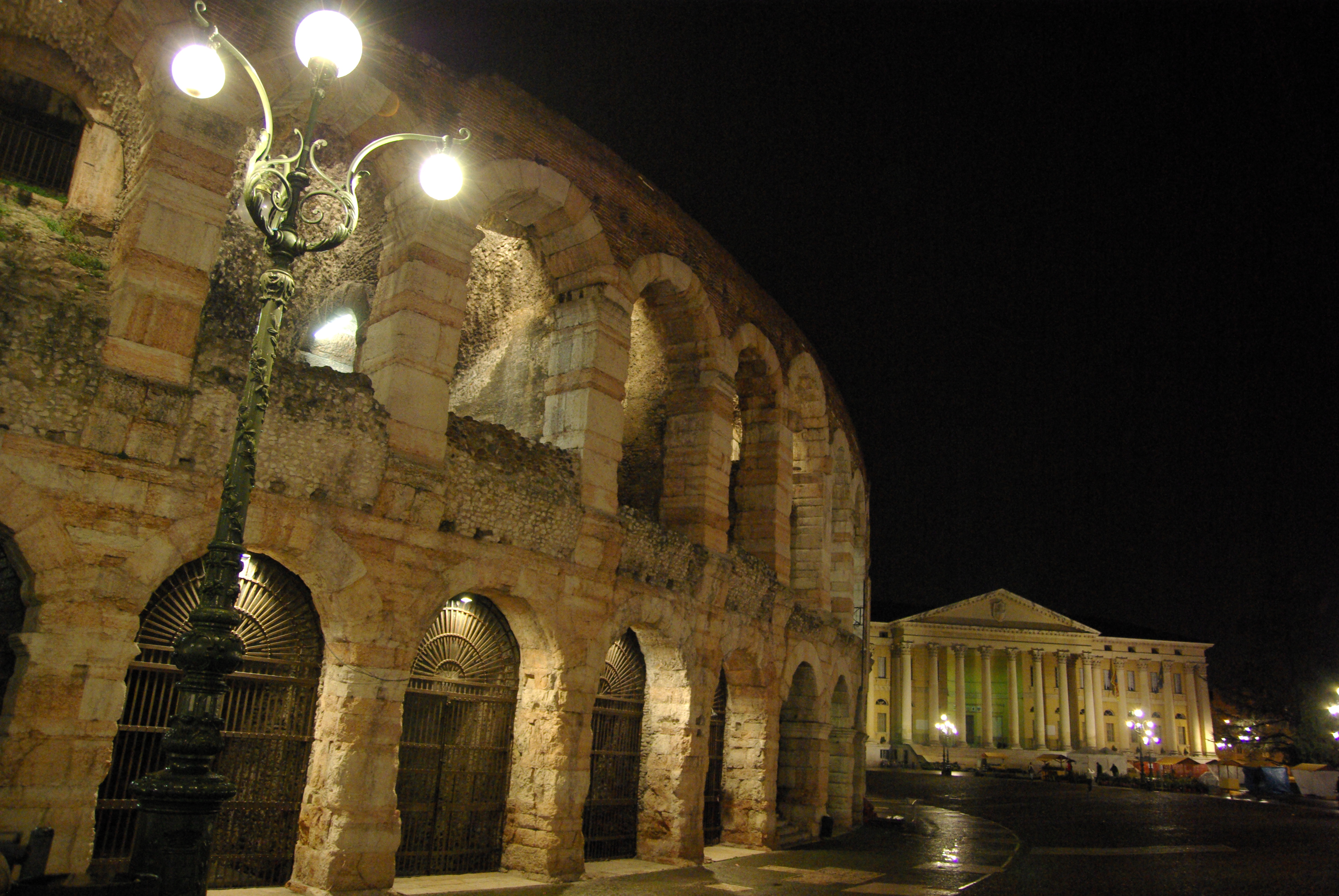
Noche en Piazza Bra (Arena y Palazzo Barbieri

La Piazza Bra, a veces abreviado Bra, es la plaza más grande de Verona (Véneto, Italia). Algunos afirman que es la más grande de todo el país. Tiene muchas cafeterías y restaurantes, junto con varios edificios de interés. La Arena de Verona, originalmente un anfiteatro cuando se construyó hace unos dos mil años, es en la actualidad una sala de conciertos mundialmente famosa con actuaciones musicales regulares de ópera y música contemporánea. También está situado en la plaza el ayuntamiento de Verona, el Palazzo Barbieri.

## Arquitectura

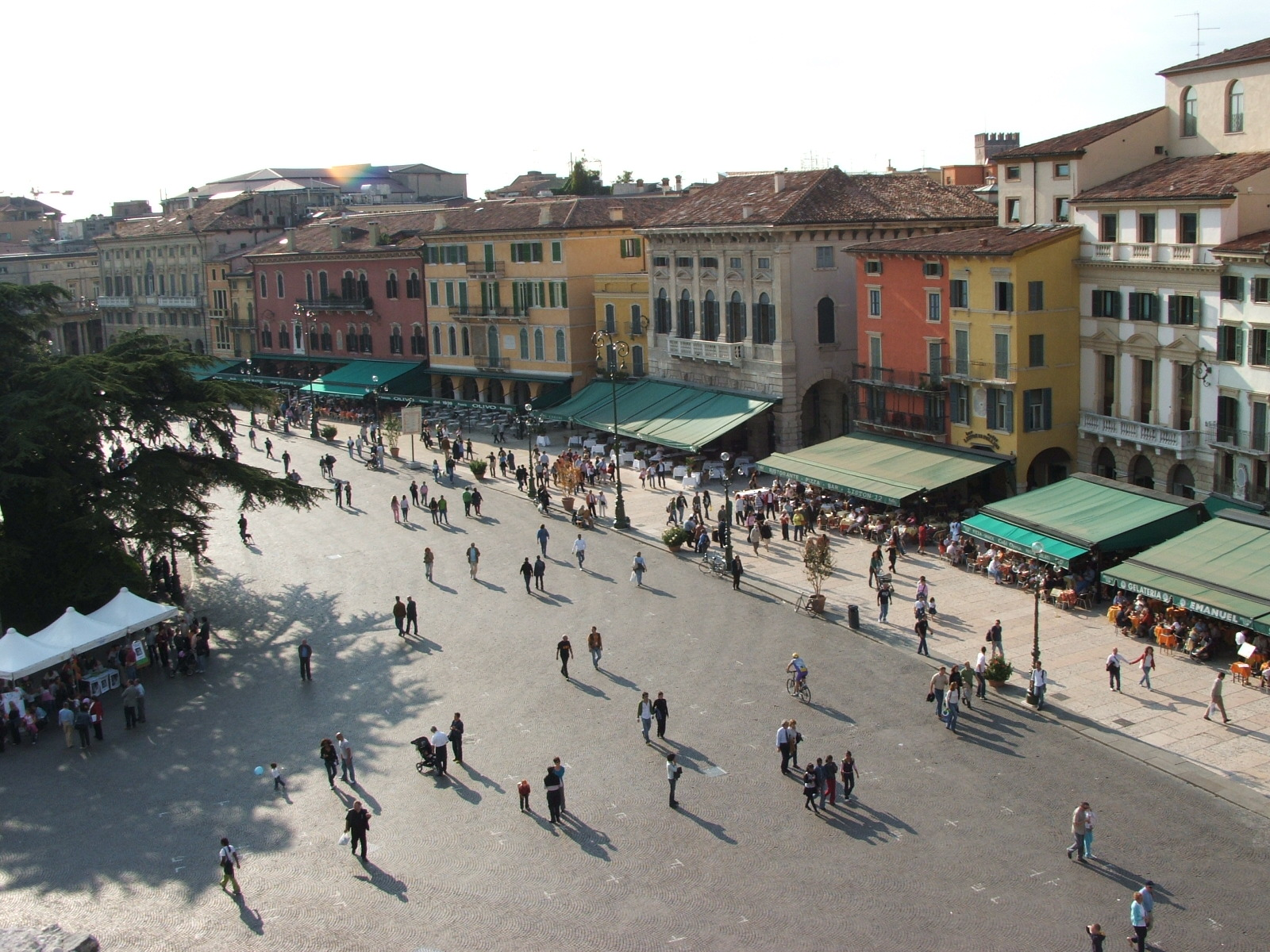
La Piazza Bra vista desde la Arena.

En Bra hay un jardín con cedros y pinos, que rodea la fuente de los Alpes y una estatua ecuestre de bronce de Víctor Manuel II. Este monumento al primer rey de Italia fue inaugurado el 9 de enero de 1883, cinco años después de su muerte. Hay muchos edificios de interés en la plaza y sus alrededores, construidos en los numerosos siglos de historia de la ciudad.

### Arena de Verona

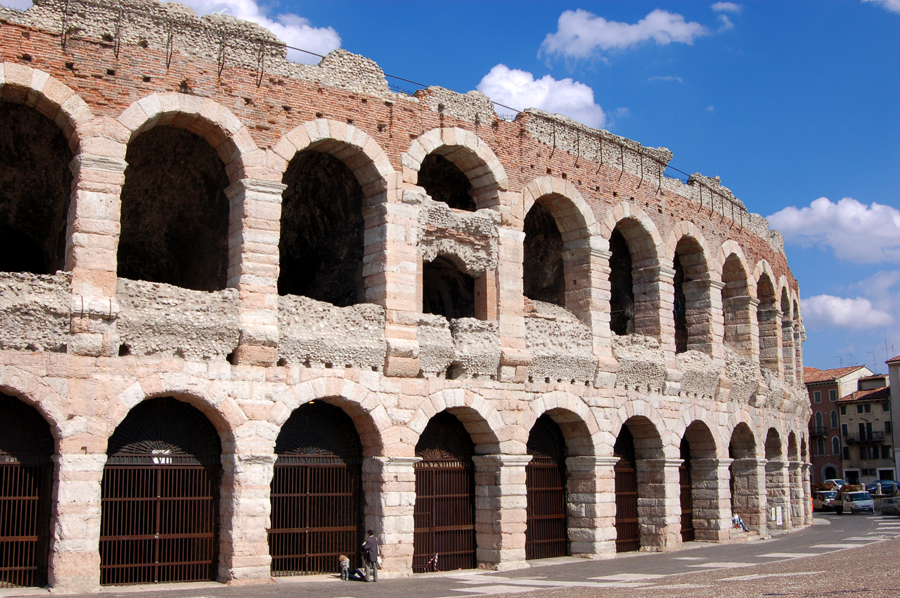
La Arena de Verona en 2008.

El edificio fue construido en el primer siglo de nuestra era, en un lugar que entonces estaba fuera de las murallas de la ciudad. Los ludi (espectáculos y juegos) que se realizaban aquí eran tan famosos que venían espectadores de muchos lugares lejanos para verlos. Aunque en la actualidad tiene capacidad para 22 000 personas, el anfiteatro original tenía capacidad para 30 000. Han actuado en la arena muchos músicos contemporáneos como Pink Floyd, Rod Stewart, Elton John, y Muse. También se han representado allí muchas óperas, como La Gioconda de Ponchielli en 1946, en la que debutó Maria Callas.

### Gran Guardia

La Gran Guardia.

El Palazzo della Gran Guardia fue el primer edificio construido en el lado sur de la Piazza Bra. Fue diseñado originalmente por Domenico Curtoni como un techo construido desde la pared existente hasta varios pilares. Leonardo Donato, 90.º dux de Venecia, había pedido una zona para que se refugiaran las tropas cuando hiciera mal tiempo. Las obras comenzaron en 1610 pero se detuvieron por falta de fondos. Unos doscientos años después, en 1808, se encargó al arquitecto Giuseppe Barbieri que diseñara y completara el proyecto, pero se tardaron 45 años en terminarlo.
El edificio se usa en la actualidad para conferencias, reuniones y exposiciones.

### Palazzo Barbieri

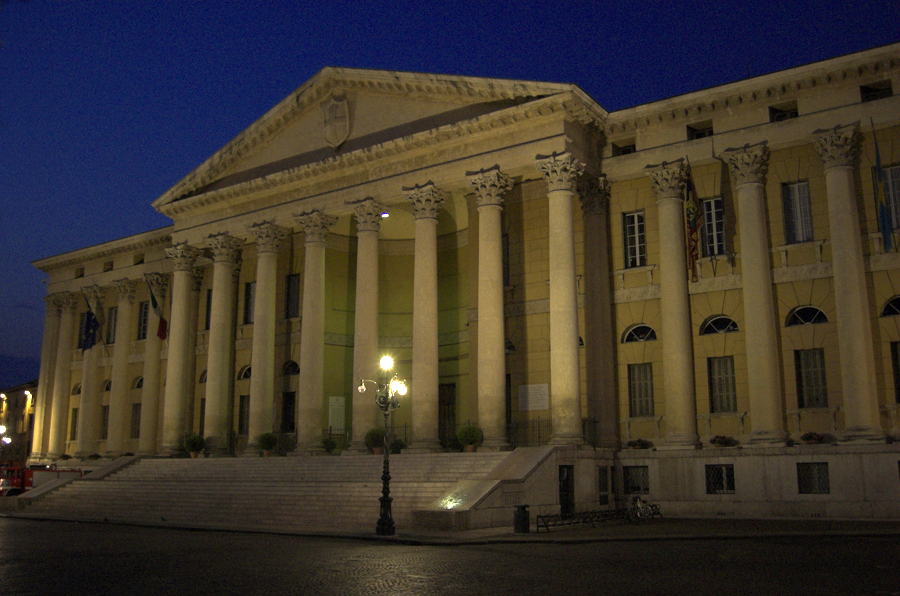
El Palazzo Barbieri en 2007.

El Palazzo Barbieri, de estilo neoclásico, es el ayuntamiento de Verona. Llamado originalmente Palazzo della Gran Guardia Nuova, fue diseñado por Giuseppe Barbieri y posteriormente se llamó en su honor. La construcción comenzó en 1836 y se completó en 1848.